# Adrar (província)
Adrār
uma wilaya da Argélia
| Limites     | El Bayadh (N), Ghardaia (NE), Tamanghasset (E), Mali e Mauritânia (SW), Tindouf (W), Béchar (NW) |
| Superfície  | 443.782 km²                                                                                      |
| Habitantes  | 399.714 (censo 2008) (0,9/km²)                                                                   |
| Localidades | Bordj-Badji-Mokhtar, Reggane, Timimoun                                                           |

Adrar (em árabe: ولاية أدرار) é a segunda maior província (wilaya) da Argélia, sua capital é a cidade de Adrar. Possui 443.782 km² e faz fronteira com o Mali. Em 2004 a população estava estimada em 341.800 habitantes.
O nome Adrar significa "montanha" em berbere.

## Subdivisões
A wilaya possui 28 comunas: Adrar, Akabli, Aougrout, Aoulef, Bordj Badji Mokhtar, Bouda, Charouine, Deldoul, Fenoughil, In Z'Ghmir, Ksar Kaddour, Metarfa, Ouled Ahmed Timmi, Ouled Aissa, Ouled Said, Reggane, Sali, Sebaa, Talmine, Tamantit, Tamest, Timekten, Timiaouine, Timimoun, Tinerkouk, Tit, Tsabit, Zaouiet Kounta.

## Economia
A principal cultura agrícola da província é o tomate, desbancando a tradicional tâmara.